# Краус, Шмулик
Шмулик (Шмуэль) Краус (урождённый Крауз) (ивр. שמוליק קראוס‎; 1 июля 1935 — 17 февраля 2013) — израильский актёр, рок-композитор и певец, «дедушка израильского рока».
Снялся в нескольких фильмах, включая «Rocking Horse» и «Hole in the Moon». Автор многих песен и музыки, в том числе для фильмов и таких исполнителей, как Шалом Ханох, Арик Айнштейн и других. Также написал музыку для детей на стихи Мириам Ялан-Штекелис.

## Биография
Ш. Краус родился в Иерусалиме, был старшим из четырёх братьев. Его мать, Роза, была домохозяйкой, а отец, Муса, работал водителем.
Начал свою карьеру, обучая чечётке в Хайфе. После службы в израильских ВМС работал торговым моряком.
Бывшая жена — певица Джози Кац. В результате ряда скандалов они развелись в начале 1980-х гг. Джози Кац с двумя их малолетними детьми надолго уехала из Израиля в США, чтобы начать новую жизнь.
Ш. Краус скончался в Тель-Авиве в результате осложнений, вызванных «свиным гриппом».

## Профессиональная деятельность
В конце 1950-х годов Шмулик Краус вместе с Авраамом Райштадтом (на сцене — Ави Офарим) начал выступать перед основной программой Эстер Офарим. Сочинил и исполнил песню «Бейт ха-арава» («Дом в степи»), написанную в память о его отце, работавшем в кибуце Бейт-ха-Арава.
В начале 1960-х гг. он встретил Джози Кац, приехавшую в Израиль из США, чтобы добровольно работать в кибуце, и ставшую позже его женой. Они стали вместе выступать в клубах Эйлата и Тель-Авива. В 1966 году вместе с Ариком Айнштейном они создали группу «Высокие окна» («Ха-халонот ха-гвоим»). Трио выпустило единственный одноимённый альбом. Краус был автором песен трио, ставших популярными в Израиле.
В начале 1970-х гг. Краус участвовал в записи альбомов Арика Айнштейна, написав для него песню «Когда ты плачешь, ты некрасива» («Кше ат боха, ат ло яфа»), для Арика Лави — «Это случается» («Зе коре»), для трио с Джози Кац «Хороший, плохой и девушка» (в котором кроме неё участвовали Исраэль Гурион и Бени Амдурский) — «Балладу для дезертиров из кибуца» и песню «Дни кино». В 1975 году вместе с Джози Кац они записали альбом песен на стихи Мириам Ялан-Штеклис.
Шмулик Краус не всегда был в ладу с законом, осуждался за использование наркотиков, незаконное хранение оружия и хулиганство. После отбытия наказания в 1991 году он написал цикл песен под общим названием «Государство Израиль против Шмуэля Крауза». В 2003 году он записал альбом «День за днём» («Йом родеф йом») из 10 песен, ставший значительным явлением в израильской музыке.

## Признание
Песни Ш. Крауса регулярно передаются на радио и ТВ.
В 2006 году Ш. Краусу была присуждена премия Министерства культуры «За дело жизни». Награждению предшествовали серьёзные споры, касавшиеся его проблем с законом в прошлом. Премия Шмулику Краусу была вручена дома, так как к этому времени он был прикован к инвалидному креслу и нуждался в постоянном уходе.